# Pernek
Pernek (in ungherese Pernek, in tedesco Bäreneck) è un comune della Slovacchia facente parte del distretto di Malacky, nella regione di Bratislava.

## Storia
Il villaggio fu menzionato per la prima volta nel 1394.